# Allionia incarnata
Espèce
Classification phylogénétique
Allionia incarnata est une plante herbacée pérenne, rampante, originaire des continents nord, centre et sud-américain, de la famille des Nyctaginaceae.

## Description morphologique

### Appareil végétatif
Cette plante basse pérenne possède des tiges herbacées rampantes, velues, souvent rosâtres, qui peuvent faire plus d'un mètre de long. Les tiges florales ne s'élèvent guère au-dessus de 10 cm. Les feuilles, de 1,3 à 3,8 cm de long, sont ovales ou oblongues, et opposées ; elles peuvent être aplaties ou ondulées,. Tiges, feuilles et bourgeons sont couverts de fins poils blancs. Les fleurs et les pédoncules floraux sont collants et ont souvent englué des grains de sable.

### Appareil reproducteur

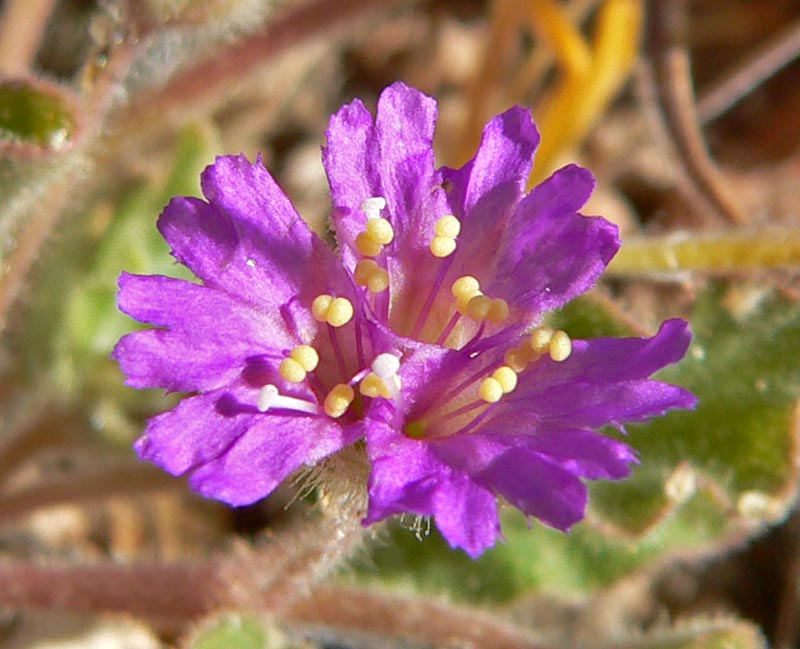
Détail d'une fleur

La floraison survient entre avril et septembre.
Les fleurs roses sont en fait constituées de 3 corolles réunies dont l'ensemble mesure de 6 à 25 mm de diamètre. L'ensemble surmonte un involucre teinté de rosâtre ressemblant à un calice, constitué de 3 bractées. Chacune de ces bractées envelopperont partiellement un fruit de moins de 6 mm de large et possédant un face convexe et l'autre garnie de deux rangées de 3 ou 5 dents incurvées. Chacune des corolles présente 3 pétales indentés partiellement soudés, 4 étamines à filet rose et anthères jaunes, et un style rosé surmonté d'un stigmate blanc.

## Répartition et habitat
Alliona incarnata pousse sur les sols arides, sablonneux ou gravilloneux, en plein soleil. Aux États-Unis, on la trouve généralement parmi les végétaux de la communauté Larrea tridentata.
On la trouve dans le sud-ouest du continent nord-américain. La limite nord de son aire de répartition va du sud-est de la Californie au sud de l'Utah et du Colorado ; la limite sud se trouve au Chili.

## Systématique

### Taxonomie
Cette plante a été décrite pour la première fois en 1759 par le naturaliste suédois Carl von Linné dans la 10e édition de son "Systema Naturae". En 1891, le botaniste allemand Carl Ernst Otto Kuntze proposa de la renommer Wedelia incarnata, et le zoologiste américain Theodore Dru Alison Cockerell proposa le nom Wedeliella incarnata en 1909, mais ces propositions n'ont pas été retenues,,.
Les appellations Allionia bandurriae Phil., Allionia jarae Phil., Allionia mendocina Phil. et Allionia puberula Phil. désignent en fait des membres de l'espèce Allionia incarnata et ne sont pas considérées comme valides, bien que synonymes.

### Variétés
Il existe plusieurs variétés de cette espèce. Selon ITIS:
- Allionia incarnata var. incarnata L. : le groupe de fleurs mesure 6 à 10 mm de diamètre
- Allionia incarnata var. nudata (Standl.) Munz (souvent considérée comme synonyme de Allionia incarnata var. incarnata L. et donc non valide)
- Allionia incarnata var. villosa (Standl.) B.L. Turner : le groupe de fleur mesure 20 à 25 mm de diamètre[2].

Selon le Missouri Botanical Garden, il existerait aussi la variété Allionia incarnata var. villosa (Standl.) Munz, valide, contrairement à Allionia incarnata var. villosa  (Standl.) B.L. Turner, considérée comme non valide.
La variété Allionia incarnata var. glabra est un synonyme non valide de l'espèce Allionia choisyi Standl.

## Allionia incarnataet l'homme
Les Amérindiens ont utilisé cette plante à des fins médicinales, soit en usage externe (dans le traitement des contusions ou pour réduire les accès de fièvre), soit en usage interne, en décoction (diarrhées ou problèmes rénaux).

### Photos
- Galerie de photos d'Allionia incarnata sur Calphotos